# Обергаллау
Обергаллау (нім. Oberhallau) — громада  в Швейцарії в кантоні Шаффгаузен, округ Унтерклеттгау.

## Географія
Громада розташована на відстані близько 115 км на північний схід від Берна, 12 км на захід від Шаффгаузена.
Обергаллау має площу 6,1 км², з яких на 7,1% дозволяється будівництво (житлове та будівництво доріг), 72,5% використовуються в сільськогосподарських цілях, 20,4% зайнято лісами, 0% не є продуктивними (річки, льодовики або гори).

## Демографія
2019 року в громаді мешкало 438 осіб (+5,3% порівняно з 2010 роком), іноземців було 8%. Густота населення становила 72 осіб/км².
За віковим діапазоном населення розподілялося таким чином: 20,5% — особи молодші 20 років, 61,6% — особи у віці 20—64 років, 17,8% — особи у віці 65 років та старші. Було 180 помешкань (у середньому 2,4 особи в помешканні).
Із загальної кількості 139 працюючих 92 було зайнятих в первинному секторі, 16 — в обробній промисловості, 31 — в галузі послуг.